# Deux Amies (Schiele)
Pour les articles homonymes, voir Les Deux Amies.
Deux Amies (Zwei Freundinnen) est une peinture expressionniste d'Egon Schiele mesurant 48 × 32,7 cm, réalisée en 1915, et conservé au musée des Beaux-Arts de Budapest en Hongrie.